# Zeerust
Zeerust este un oraș din Africa de Sud.